# مشغل (ميكانيكا)

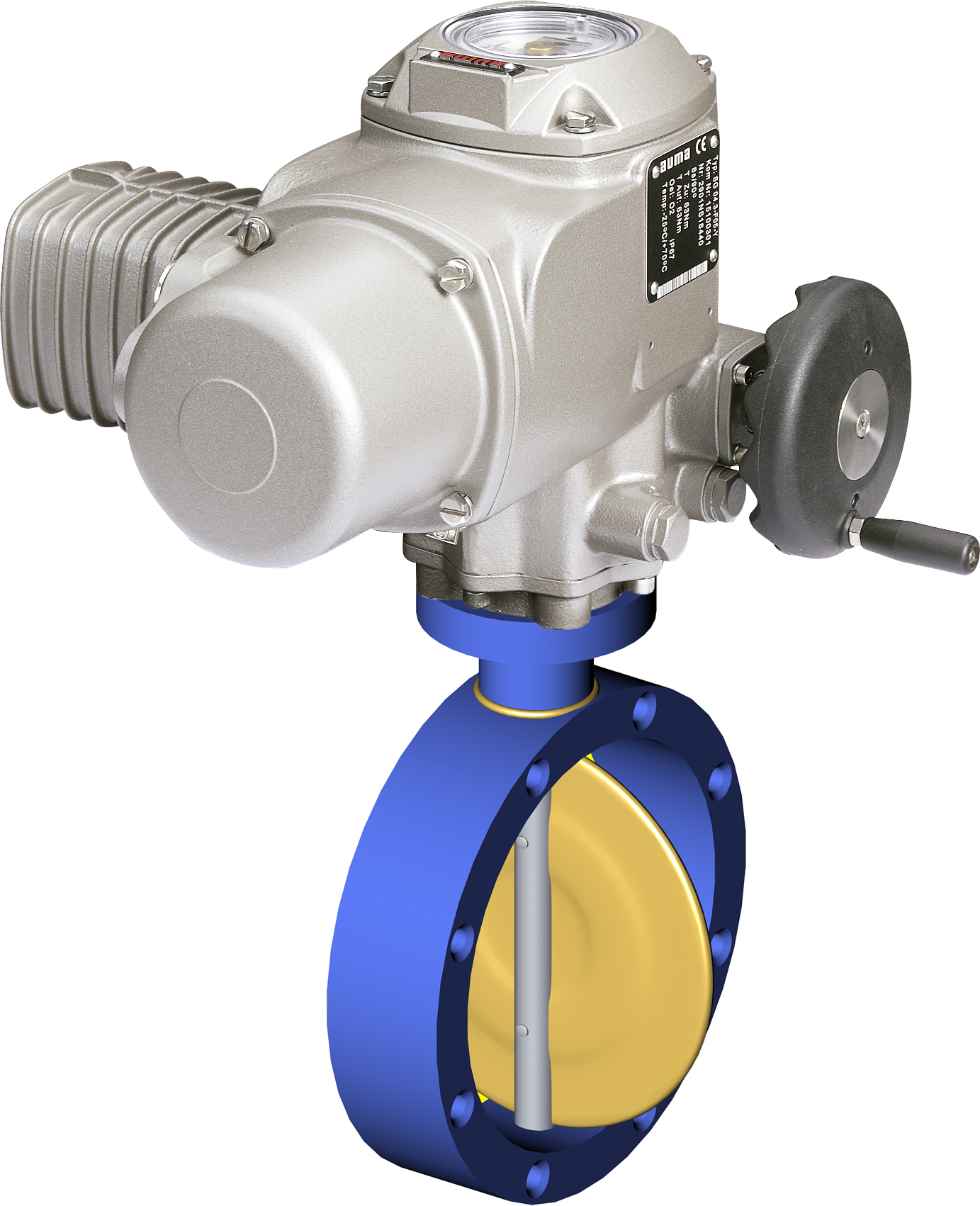
مشغل كهربى يدير محبس فراشة.

المشغل الميكانيكي (بالإنجليزية: Actuator)‏ في نظرية نظم التحكم آلة غرضها تحريك جزء معين من عملية ما لتطبيق أمر من المتحكم.
وهو محرك صغير، أي أنه جهاز يستهلك طاقة يجلبها عن طريق هواء مضغوط (نيوماتيك)، أو تيار كهربائي، أو سائل (هيدروليك) ، ومن ثم يحولها إلى شكل من أشكال الحركة.

## أنواعه
- مشغل ميكانيكي هوائي: يتألف عادة من إسطوانة وضاغط هوائي تمام كتلك المستعملة في تعبئة إطار السيارة أو الدراجة الهوائية ولكن الوظيفة معكوسة. فبدلا من أن يحرك عمود الاسطوانة يدويا لتنتج هواء مضغوط يسلط عليها الهواء المضغوط ليتحرك العمود.
- مشغل هيدروليكلي: له نفس مبدأ المشغل الهوائي إلا أنه أقوى بكثير كون السوائل لاإنضغاطية وبالتالي تكون القوى الناشئة خطية. يلاحظ هذا النوع من المشغلات في الروافع الهيدروليكية مثل المصعد الهيدروليكي، ورافعة السيارة الهيدروليكية.
- مشغل كهربائي: يدار هذا النوع من المشغلات بواسطة محرك كهربائي كما يتم تخفيض سرعة الدوران عن طريق صندوق تروس (جيربوكس في العامية). يوجد هذا النوع في الجسور المتحركة عادة ويتميز بعزوم عالية جدا باستخدام محركات صغيرة الحجم بفضل صندوق التروس الذي يقوم بتخفيض السرعات العالية مقابل رفع العزم.

لا يكمن دور المشغلات الميكانيكية في إرسال المعلومات (إشارات) كما هو الشأن بالنسبة لأجهزة الاستشعار بل إستقبالها من قبل وحدة التحكم. وعادة ما يتم في المشغل الميكانيكي تحويل إشارة كهربائية إلى ميكانيكية على سبيل المثال عند فتح إحدى صمامات أو التحول إلى وضع السكون. وغالبا ما تعمل المشغلات الميكانيكية في مجال التقنية الهندسية للسيارات على المبدأ (الكهرومغناطيسية) الاستقرائي - الحثي.

## أمثلة وتطبيقات
- الميكانيكا - مشغلات البلازما، المشغلات الهوائية، المحركات الكهربائية، اسطوانات المحركات الهيدروليكية، المشغلات الخطية، الخ.
- جسم الإنسان - العضلات.
- علم الأحياء.
- في الهندسة، وكثيرا ما تستخدم المشغلات كآليات لعمل الحركة، أو لمنع الحركة.
- في الهندسة الإلكترونية.
- يستخدم غالبا في التوربينات داخل المصانع ويكون في أعلاها